# Harry Tyndal
Oscar Harry Leonard Tyndal, ursprungligen Svensson, född 31 augusti 1909 i Malmö, död 3 december 1995 i Stockholm, var en svensk ledare inom Frälsningsarmén.
Tyndal var kommendör i Frälsningsarmén och utgick från Malmö I:a kår 1928. Tyndal var kandidatsekreterare 1952–1956, divisionschef i Östergötlands division 1956–1958, nationell ungdomssekreterare 1958–1963, assisterande chefsekreterare 1963–1965 och chefsekreterare 1965–1970. År 1970 befordrades dåvarande överste Tyndal till kommendörlöjtnant och utnämndes till territoriell ledare för Frälsningsarmén i Danmark, där han kvarstod fram till 1973 då han befordrades till kommendör och utsågs till territoriell ledare för Frälsningsarmén i Sverige, vid vilken han kvarstod fram till sin pension.
Tyndal ingick den 12 oktober 1937 i ett äktenskap med frälsningsofficeren Svea Liljedahl (1907–1999). Makarna är gravsatta på Norra begravningsplatsen utanför Stockholm.